# Maierato
Maierato är en ort och kommun i provinsen Vibo Valentia i regionen Kalabrien i Italien. Kommunen hade 2 175 invånare (2017).